# Jules Bogaers
Julianus Egidius Alphonsus Theresia Bogaers (Cuijk, 26 mei 1926 – Nijmegen, 10 september 1996), doorgaans bekend als prof.dr. J.E. Bogaers, was een Nederlandse archeoloog. Hij was de broer van de voormalige Minister van Volkshuisvesting Pieter Bogaers.
Beide broers volgden het gymnasium aan het Bisschoppelijk College te Roermond, en in 1944 ging Jules Klassieke Taal- en Letterkunde studeren aan de Katholieke Universiteit Nijmegen, waar hij in 1949 zijn doctoraal deed.
Bogaers was sinds 1949 werkzaam bij de Rijksdienst voor het Oudheidkundig Bodemonderzoek (ROB) en deed onderzoek naar Romeinse overblijfselen te Limburg. Ook beschreef hij de overblijfselen van Gallo-Romeinse tempels te Elst, een onderwerp waarop hij in 1955 cum laude promoveerde.
In 1953 trouwde hij met Gerda Bongers. Het echtpaar vestigde zich in Amersfoort en kreeg vier kinderen.
In 1959 werd hij benoemd tot buitengewoon hoogleraar op het gebied van de provinciaal-Romeinse archeologie Oudheidkunde aan de Nijmeegse universiteit. Van 1963 tot 1965 leidde hij de opgraving van een thermencomplex in het Stokstraatkwartier in Maastricht (het huidige plein Op de Thermen). In 1966 nam hij ontslag bij het ROB en werd gewoon hoogleraar in Nijmegen. Vooral onderzoek naar de Nederlandse limes had zijn interesse. In Nijmegen waren vele Romeinse overblijfselen die hij heeft onderzocht. Ook in Roermond en Cuijk was hij actief, evenals in een groot aantal andere plaatsen in Nederland.
In 1991 ging hij met emeritaat en in 1996 overleed hij.